# HD 168746
HD 168746は、へび座（尾部）に位置する8等星である。周囲には、1つの太陽系外惑星が発見されている。

## 特徴
| 太陽 | HD 168746 |
| ---- | --------- |
| 太陽 | Exoplanet |

HD 168746は、太陽に似たG型主系列星で、スペクトル型はG5に分類される。年周視差に基づいて計算した太陽系からの距離は、およそ136光年である。彩層の活動は低調で、年齢ははっきり決められていないが、かなり古い恒星であるとみられる。

## 惑星系
2002年、ラ・シヤ天文台のオイラー望遠鏡による視線速度法の観測で、系外惑星捜索を行っていたジュネーブ天文台などのグループが、HD 168746の周りに惑星HD 168746 bを発見したと報告した。HD 168746 bは、下限質量が土星の9割程で、6.4日周期でHD 168746の周りを公転している。
| 名称 （恒星に近い順） | 質量      | 軌道長半径 （天文単位） | 公転周期 (日) | 軌道離心率  | 軌道傾斜角 | 半径 |
| --------------------- | --------- | ----------------------- | ------------- | ----------- | ---------- | ---- |
| b (Onasilos)          | > 0.27 MJ | 0.07                    | 6.404 ± 0.001 | 0.11 ± 0.08 | —          | —    |

## 名称
2019年、世界中の全ての国または地域に1つの系外惑星系を命名する機会を提供する「IAU100 Name ExoWorldsプロジェクト」において、HD 168746とHD 168746 bはキプロス共和国に割り当てられる系外惑星系となった。このプロジェクトは、「国際天文学連合100周年事業」の一環として計画されたイベントの1つで、キプロス国内での選考、国際天文学連合 (IAU) への提案を経て、太陽系外惑星とその母星に固有名が承認されるものであった。2019年12月17日、IAUから最終結果が公表され、HD 168746はAlasia、HD 168746 bはOnasilosと命名された。Alasiaは、紀元前15世紀、歴史上最初に文書に記されたキプロスの名称とされる。Onasilosは、紀元前5世紀に記された「イダリオンの青銅板」に登場する医者である。